# Biosystems

BioSystems est une revue scientifique avec comité de lecture à l'interface entre la biologie (incluant la biologie des systèmes), l'évolution, et les sciences de l'information. Les domaines de recherche couverts vont de la nature fondamentale du traitement de l'information, à la modélisation informatique des systèmes biologiques complexes, en passant par les modèles de calculs évolutionnaires, l'application de principes biologiques à la conception de nouveaux systèmes de calcul, ainsi que l'utilisation de matériaux biomoléculaires pour synthétiser des systèmes artificiels capturant des principes essentiels du traitement naturel de l'information.

## Histoire
Le journal BioSystems a été initié en mars 1967, sous le nom Currents in Modern Biology, fondé par Robert G. Grenell. En 1972, le nom du journal a été changé en Currents in Modern Biology: Bio Systems, puis raccourci en BioSystems. Les éditeurs précédent incluent J.P. Schadé, Alan W. Schwartz, Sidney W. Fox, Michael Conrad, Lynn Margulis,  David B. Fogel, George Kampis, Francisco Lara-Ochoa, Koichiro Matsuno, Ray Paton, and W. Mike L. Holcombe.

## Comité éditorial
Le comité éditorial actuel inclut Abir Igamberdiev (Université Memorial de Terre-Neuve, Saint-Jean de Terre-Neuve) (Editeur-en-Chef), Gary B. Fogel (Natural Selection, Inc., San Diego), Koichiro Matsuno (Université technique de Nagaoka), Stefan Schuster (Université d'Iéna) et Hidde de Jong (INRIA, Grenoble) (Editeur des revues).

## Indexation
BioSystems est indexé par BIOSIS, Chemical Abstracts, Current Contents/Life Sciences, EMBASE, EMBiology, GEOBASE, MEDLINE, et Scopus.